# M113
De M113 is een pantserinfanterievoertuig dat ontworpen werd door de Amerikaanse FMC Corporation. Met meer dan 80.000 voertuigen in vele tientallen varianten is het een van de meest gebruikte pantservoertuigen. Van de Universal Carrier of Brenguncarrier uit de Tweede Wereldoorlog werden er nog meer gebouwd, namelijk 113.000, maar dat voertuig was minder veelzijdig.
De M113 is met enige voorbereiding amfibisch. De boeggolfkeerplaat moet rechtop worden gezet (om te voorkomen dat er water over het voertuig slaat), lenspompen moeten worden aangezet (om binnengestroomd water weg te pompen) en er moeten wat openingen afgedekt worden. In het water zorgen de rupsbanden voor de aandrijving. De snelheid in het water is ongeveer 5,8 km/u.
Het voertuig kan hellingen tot 60% (31°) oprijden, en een maximale zijdelingse hellinghoek van 30% (16,7°).
Hij kan een obstakel van 0,6 m hoog (‘opstap’) en een geul van 1,7 m breed (‘overstap’) oversteken.
De M113 is door de lucht te vervoeren in grote transportvliegtuigen zoals de C-5 Galaxy of de C17 Globemaster, en onder zware helikopters zoals de CH-53 Stallion, CH-47 Chinook of de CH-54 Tarhe “vliegende kraan”.
In de VS wordt de M113 ‘‘track’‘ (‘‘rups(band)‘‘) of ‘‘one-one-three’‘ (‘‘een-een-drie‘‘) genoemd. In Australië wordt hij ‘‘bucket’‘ (‘‘emmer’‘) of ‘‘bush-taxi’‘ (‘‘jungle-taxi’‘) genoemd en in Duitsland ‘‘Badewanne’‘ (‘‘badkuip’‘) of ‘‘Elefantenschuh’‘ (‘‘olifantenschoen’‘). In Nederland wordt hij ‘‘M113’‘ genoemd.

## Varianten

### M113
Originele versie met een 209 pk Chrysler 75M V8 benzinemotor.:p444

### M113A1
Vanaf 1964 werd de benzinemotor vervangen door een 215 pk 6V-53 Detroit Diesel motor. Dit verminderde het brandgevaar.:p436,444 De toevoeging A1 werd vervolgens gebruikt voor alle varianten met een dieselmotor, bijvoorbeeld een M106A1 is een M106 Mortiervoertuig met een dieselmotor.

### M113A2
In 1979 werden er extra verbeteringen doorgevoerd: de koeling van de motor werd verbeterd door de plek van de ventilator en de radiateur te wijzigen. Betere torsiestaven vergrootte de bodemvrijheid, en betere schokbrekers verminderen het schokken tijdens het rijden.
Achter op de romp werden aan beide zijden van de toegangsklep gepantserde brandstoftanks aangebracht, waardoor er binnen 0,45 m3 meer ruimte ontstond. Het gewicht van de M113A2 werd hierdoor hoger: 11740 kg. Door het hogere gewicht had hij minder drijfvermogen, maar was nog steeds amfibisch. De toevoeging A2 wordt gebruikt voor alle voertuigen die deze modificaties ondergaan hebben.

### M113A3
In 1987 werd een volgende modificatiepakket doorgevoerd voor "enhanced (battlefield) survival" ("vergroot overlevingsvermogen (op het slagveld)"). Onder andere een ‘vliegtuigstuur’ in plaats van ‘stuursticks’, een krachtiger motor (een 6V-53T Detroit Diesel) en ballistische beschermingspanelen aan de binnenzijde. De toevoeging A3 gebruikt voor alle voertuigen die deze modificaties ondergaan hebben.

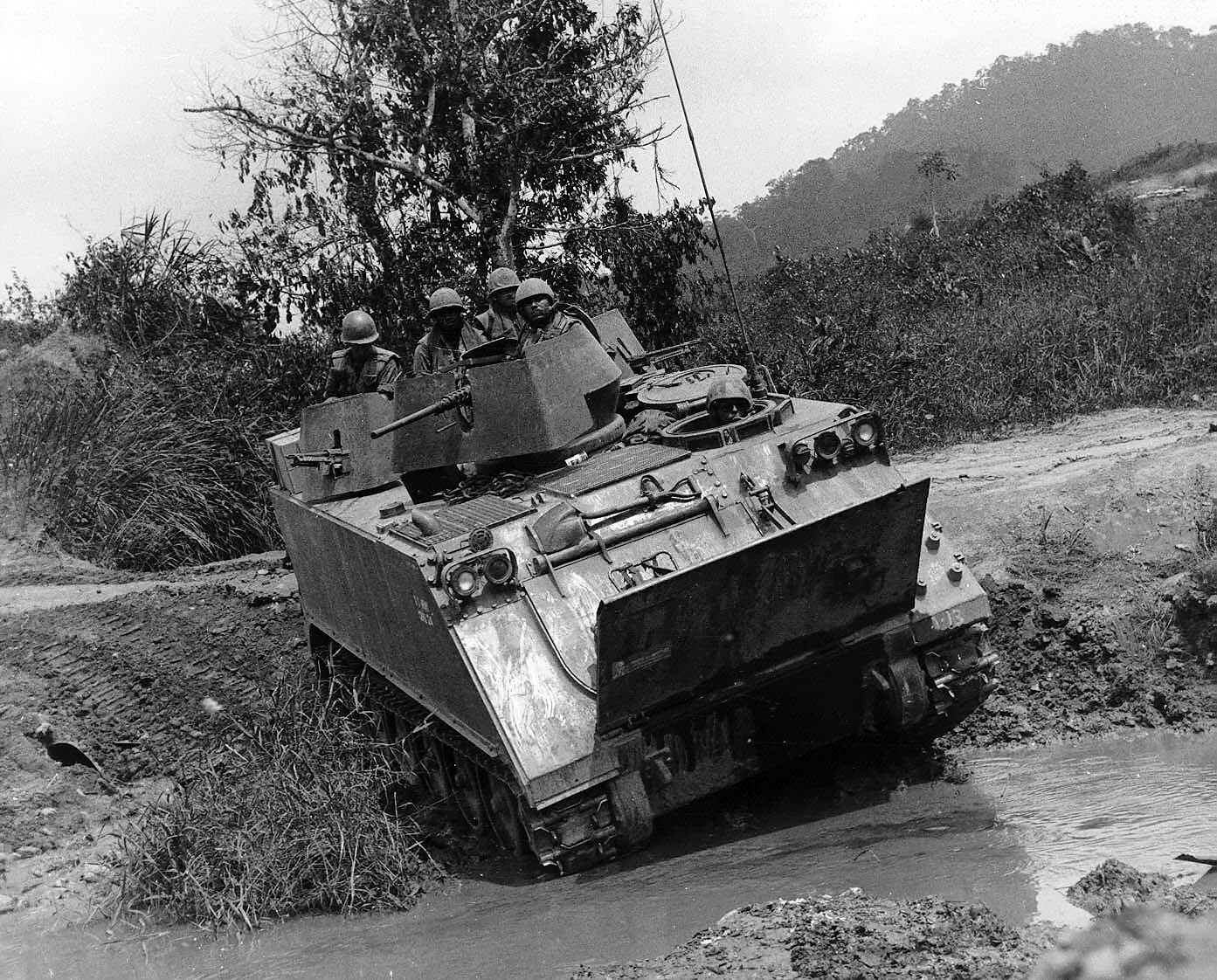
M113 ACAV in Vietnam, 1966

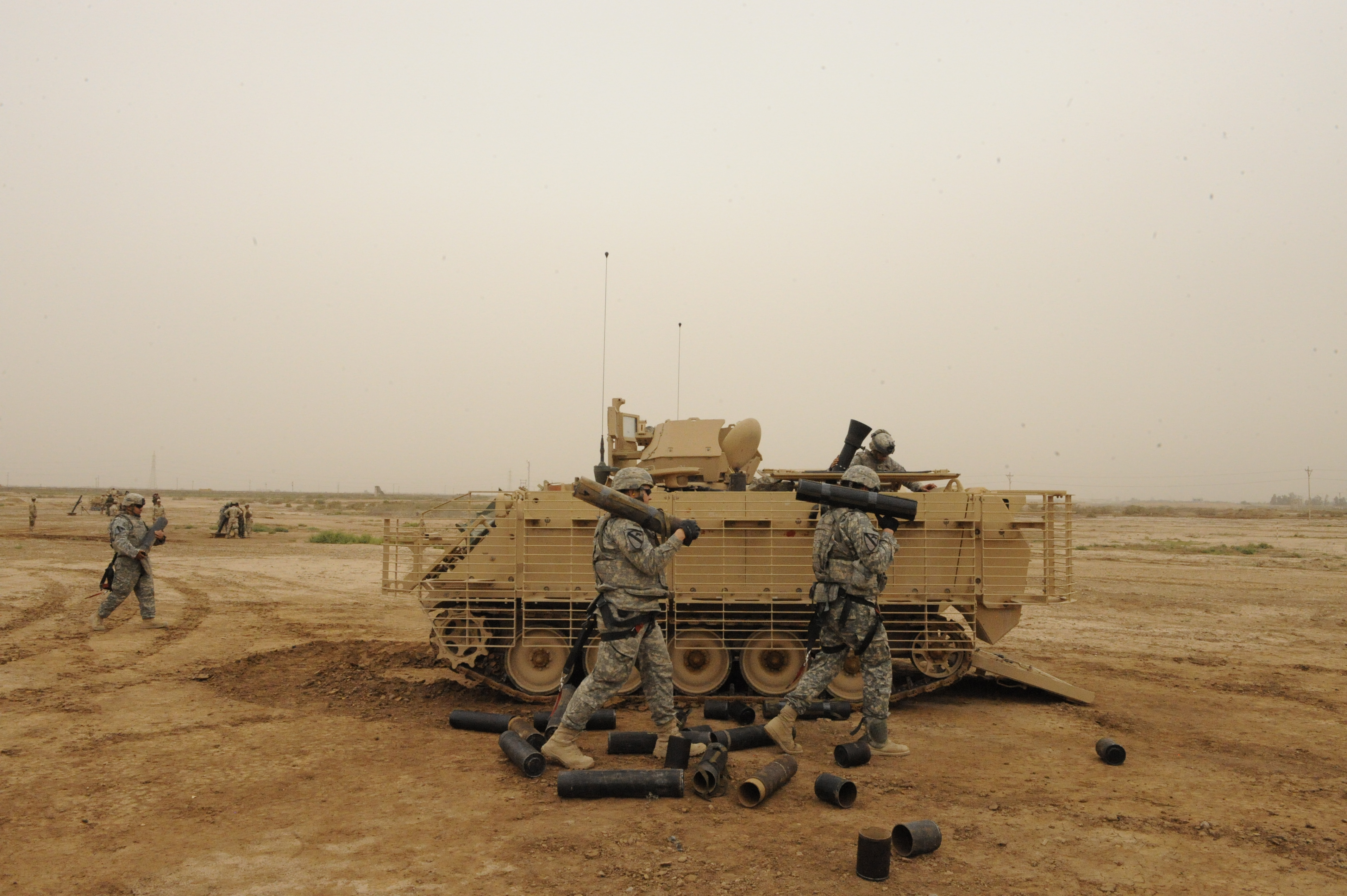
Amerikaanse soldaten vuren een M120 Mortier af vanuit een M113 in Irak in 2009.

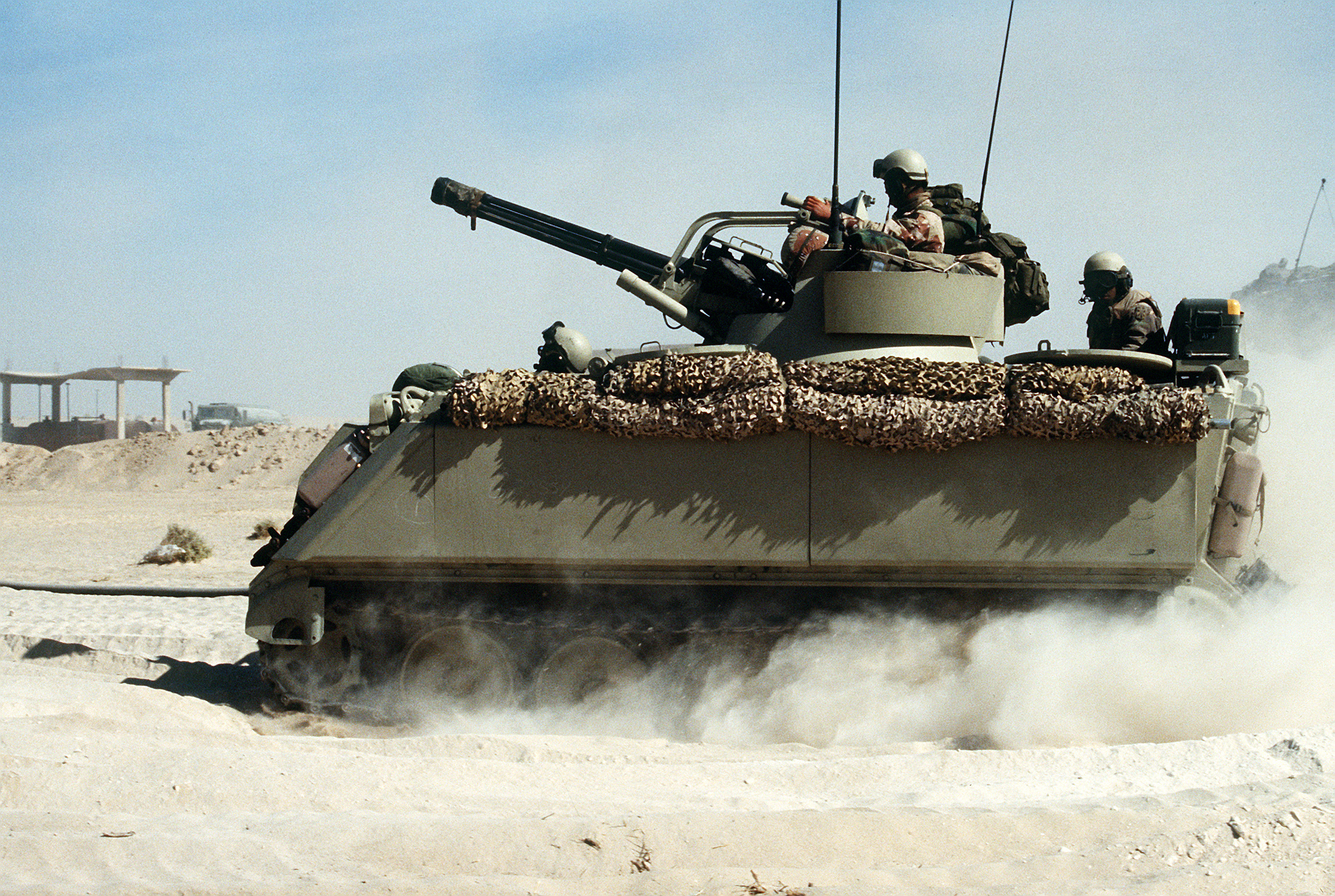
Amerikaanse M163 SPAAG tijdens Operation Desert Shield (1992)

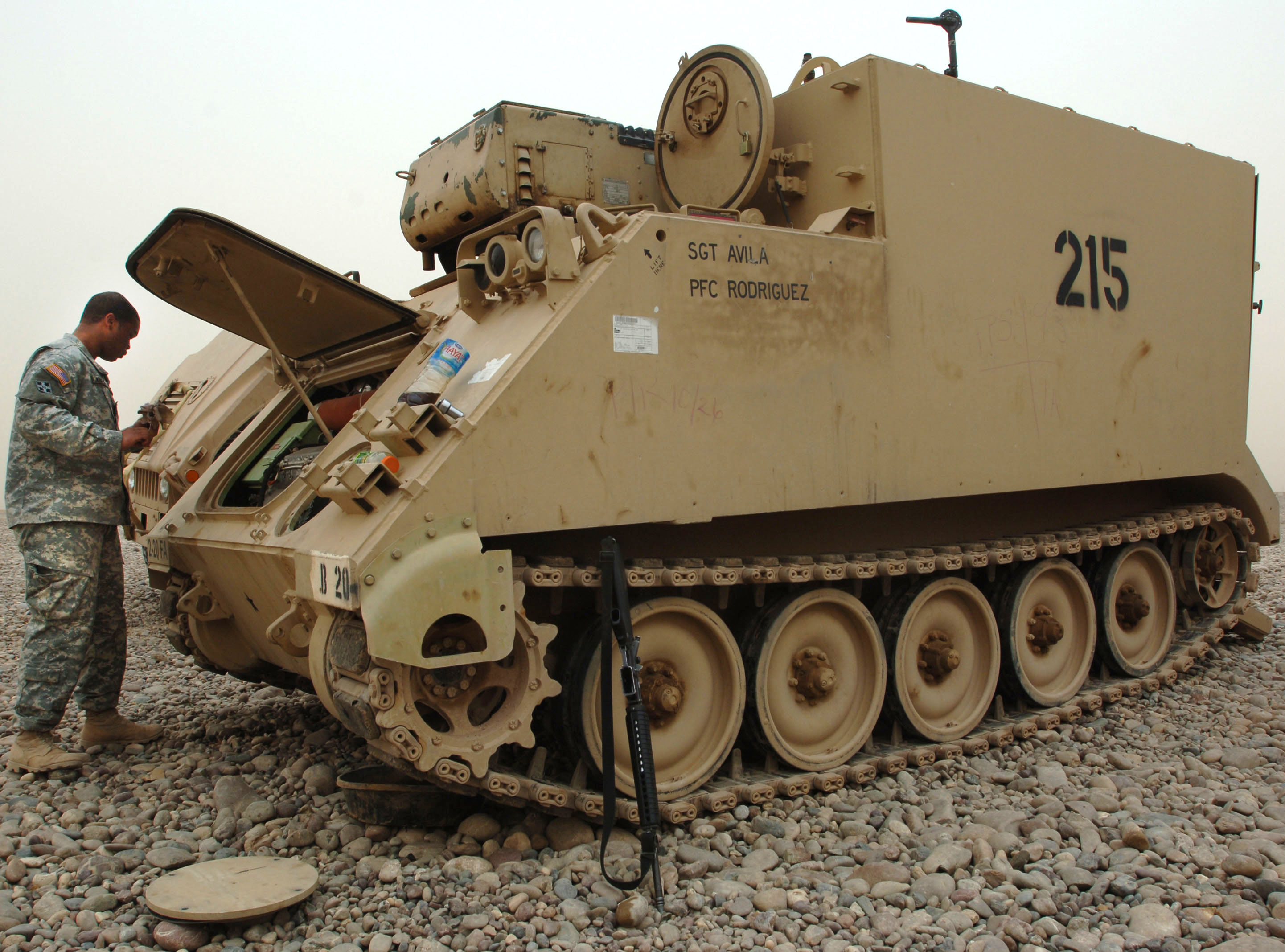
M577 wordt onderhouden

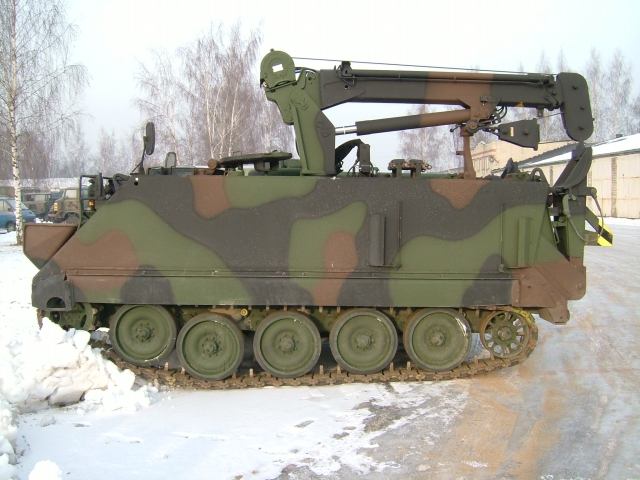
Litouwse M113 onderhouds- en reparatievoertuig

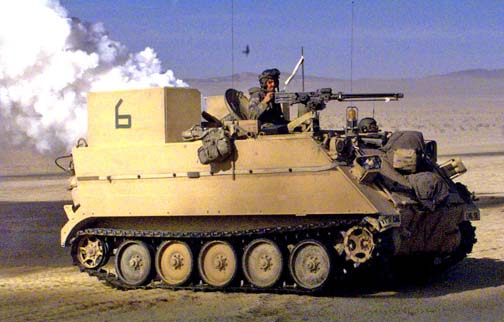
M1059 Lynx Rook generator

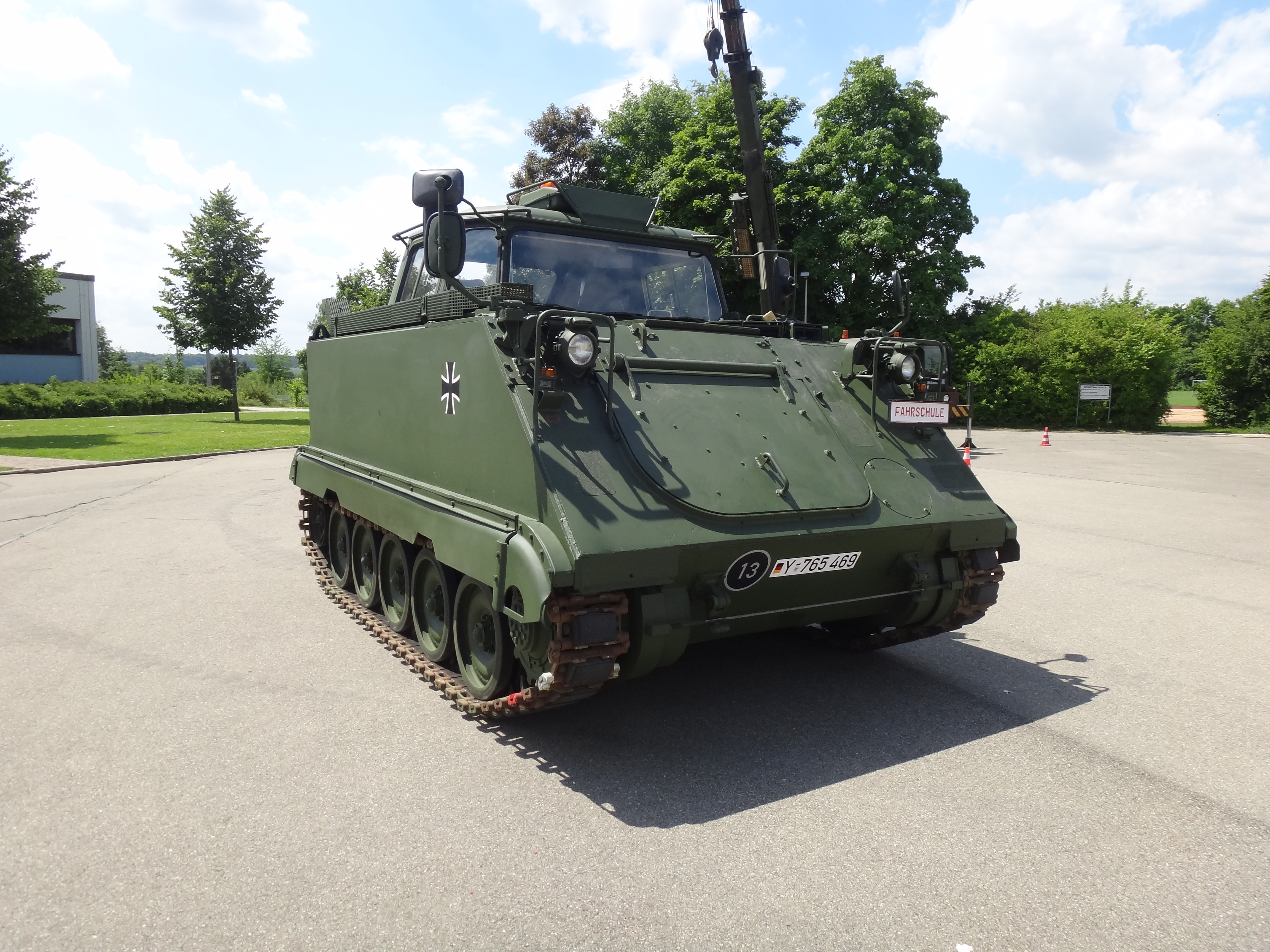
Duits M113 lesvoertuig

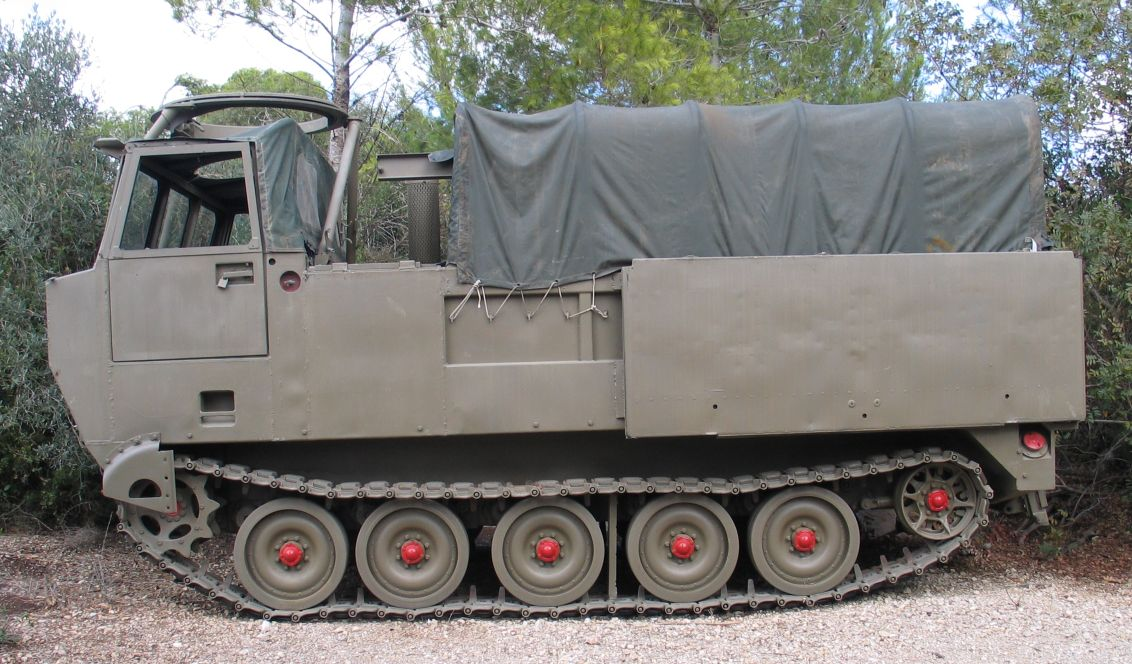
Israëlische M548 Cargo Carrier

## Afgeleide voertuigen
Er is een zeer groot aantal varianten van de M113 geproduceerd. Ook werden standaardvoertuigen uitgerust met zeer veel verschillende wapensystemen. Hieronder een aantal belangrijke varianten van de M113. Een uitgebreider overzicht is te vinden in het Engelstalige artikel: Variants of the M113 armored personnel carrier.
Tenzij anders vermeld, zijn de hier genoemde varianten ontwikkeld in de Verenigde Staten.
- M113 ACAV – Armored Cavalry Assault Vehicle (gepantserd cavalerie aanvals voertuig). Een modificatie die in 1963 ontwikkeld is door het leger van Zuid-Vietnam, de ARVN, tijdens de Vietnamoorlog.[6]:p38,40,73 De Zuid-Vietnamese troepen gebruikten de M113 als een infanteriegevechtsvoertuig en zelfs als lichte tank.[6]:p42 in plaats van als een infanterie transport voertuig. Het bleek dat bij dit gebruik de positie van de voertuigcommandant en het vrachtluik onbeschermd waren en daardoor de voertuigcommandant en de meegevoerde manschappen kwetsbaar waren voor vijandelijk vuur. Zuid-Vietnamese technici bedachten een eenvoudige en goedkope oplossing: in eerste instantie werden er van plaatstaal dat van gezonken schepen afkomstig was schilden voor de boordwapens gemaakt,[6]:p38 Dat was echter zacht metaal dat doorboord kon worden. Later werd pantserstaal van afgeschreven voertuigen gebruikt. Tegen het eind van 1964 waren alle ACAVs van de ARVN voorzien van pantserschilden.[6]:p40 Later nam de U.S. Army deze modificaties over, door “ACAV sets” te produceren met pantserschilden voor het Browning M2 .50 machinegeweer en de beide M60 machinegeweren achterop.[6]:p73

Vanaf 1965 werden er volledige ACAV-kits geproduceerd in the VS. Deze kit bevatte een pantserschild voor het Browning M2 .50 machinegeweer en een rondom bepantsering voor de koepel van de commandant, en twee extra 7,62 mm M60 machinegeweren met pantserschilden welke aangebracht werden aan beide zijden van het vrachtluik bovenop.:p73
- M113 ADATS – Air Defence Anti-Tank System – Luchtverdedigingsvariant ontwikkeld door Lockheed Martin en Oerlikon Contraves. Was in gebruik bij de Canadese strijdkrachten van 1988 tot 2012. Het systeem bestaat uit een toren met 8 lanceerkokers voor de ADATS raket op een M113A2 chassis. Boven op de toren is een zoekradar met een bereik van 25 km aangebracht.[2]
- M113 AMEV (Armored Medical Evacuation Vehicle/Gepantserd Gewonden Transport Voertuig) is een speciaal aangepaste en ingerichte M113 die als ambulance gebruikt wordt. Er is binnenin plaats voor een aantal brancards met gewonden. Deze uitvoering is conform de Eerste conventie van Genève voorzien van het Rode Kruis-teken en heeft dus geen bewapening.
- M113A1 MRV – Medium Reconnaissance Vehicle – Deze Australische variant is voorzien van een de toren met 76 mm kanon van de FV101 Scorpion lichte tank[7]
- M113 MTAB - Marginal Terrain Assault Bridge – Bruglegger. Om het oversteken van de vele steile sloten en waterlopen in Vietnam te vergemakkelijken ontwikkelden Amerikaanse technici in 1967 een hydraulisch bediende schaarbrug op een M113A1. De brug kan in 2 minuten geplaatst worden terwijl de bemanning van 2 man onder pantser blijft. De brug kan een afstand van 10 m (33 ft) overbruggen, en kan voertuigen tot 15 ton dragen. Er werden later in de VS 29 exemplaren gebouwd door Unit Rig and Equipment Company in Tulsa (Oklahoma), fabrikant van reuzenkiepwagens. 25 van de MTAB’s werden in Vietnam ingezet vanaf 1969.[8][9]
- M113 C&R – Command and Reconnaissance (M113½/Lynx). Dit is een klein commando- en verkenningsvoertuig dat door FMC afgeleid van de M113A1. Het voertuig heeft 4 loopwielen waar de M113A2 er 5 heeft. De motor van de C&R zit achterin, terwijl die van de M113A2 voorin zit. De US Army nam de C&R niet in gebruik en koos in plaats daarvan voor de Cadillac/GM M114. Nederland (266) en Canada (174) kochten het voertuig wel in 1966 resp. 1968.[10] Ze waren snel en terreinvaardig en werden ingezet bij verkenningseenheden en als commandovoeringsvoertuig.[10] Vandaar dat in Nederland het voertuig bekend stond als M113 c&v .In totaal zijn er 440 gebouwd, en sommige zijn nog altijd in gebruik. In Canada werd het Lynx genoemd. De chauffeur zit links voorin. In de Nederlandse voertuigen zit de commandant rechts voorin met de beschikking over een 7.62 mm MAG op affuit en de schutter middenin achter de chauffeur. De schutter beschikt over een Browning M2 .50 machinegeweer in een M26 koepel die van binnenuit bediend kon worden, herladen moest wel buiten gedaan worden. In de Canadese voertuigen bevindt de koepel zich meer naar de rechterzijkant van het voertuig, en zit de radiobedienaar achter de chauffeur.[10] De M113 C&R was smaller (2,4 m vs 2,68 m), korter (4,6 m vs 4,86 m) en lager (2,17 m vs 2,52 m) dan de M113. Daardoor was het voertuig ook lichter (8700 kg vs 11300 kg), bereikte het een hogere topsnelheid (74 km/u vs 68 km/u) en had het een grotere rijbereik (520 km vs 480 km).[2][10] Evenals de M113 was het met dezelfde voorbereidingen als de M113 amfibisch. De snelheid in het water was ongeveer 6 km/u (vs 5,8 km/u voor de M113).[2][10]
- M48 Chaparral - MIM-72 Chaparral luchtdoelraket-systeem op een van de M113 afgeleid M730 onderstel.
- M58 Wolf Smoke Generator  – Dit voertuig kan 90 minuten rook en 30 minuten infrarood rookschermen produceren.
- M106 – Mortiervoertuig met 107 mm (4,2 inch) M30 mortier die vanuit het voertuig afgevuurd kan worden. Het dakluik is daartoe aangepast.
- M125 – Mortiervoertuig gelijk aan de M106, maar met een 81 mm M29 mortier.
- M132 Flamethrower "Zippo," [2]
- M150 TOW Tank Hunter  antitank versie met een enkele TOW op een kolomaffuit rechts voor het vrachtluik. Extra projectielen werden in het voertuig meegevoerd. Het voertuig beschikte ook over een Browning M2 .50 bij het luik van de commandant. Deze versie is in verschillende landen gebruikt of zelf ontwikkeld.[2]
- M163 SPAAG – Self Propelled Anti Aircraft Gun. Een M168 Vulcan Air Defense System (VADS), een variant van het M61 Vulcan 20 mm roterend Gatling-snelvuurkanon, op een van de M113 afgeleid M741 onderstel.[2]
- M548 Cargo Carrier. Ongewapende versie voor vrachtvervoer. Voorzien van een verstevigde vlakke laadvloer in het achtercompartiment.[2]
- M577 – Commandopost versie. Het achtercompartiment is verhoogd en heeft een stahoogte van 189,9 cm. Het voertuig is voorzien van een generatoraggregaat voor stroomvoorziening, en is uitgerust met communicatieapparatuur.[2]
- M579 "Fitter" ARV  – Armored Repair Vehicle (gepantserd reparatie voertuig). Met kraan en een grote deur in plaats van de achterklep. ‘Fitter’ is Engels voor ‘monteur’.
- M688 LT – Loader-Transporter. Transportvoertuig met takelinstallatie voor de MGM-52 Lance tactische grond-grondraket afgeleid van het M548 Cargo voertuig.
- M752 SPL – Self Propelled Launcher. Lanceervoertuig voor de MGM-52 Lance tactische grond-grondraket. Afgeleid van het M548 Cargo voertuig.
- M806 ARV – Armored Recovery Vehicle (gepantserd bergingsvoertuig ) met een kraan en een intene lier. Achter op het voertuig bevinden zich twee grondankers.
- M901 Hammerhead ITV – Improved TOW Vehicle. Een tankjager uitgerust met een M27 toren met daarin twee lanceerinstallaties voor TOW antitankraketten. Ook beschikt het voertuig over een M60 machinegeweer. In het voertuig is plaats voor nog tien TOW-raketten. De lanceerinstallatie moet handmatig van onder pantser geladen worden. De M27 toren is dezelfde als die op de Nederlandse YPR-765 PRAT De naam "Hammerhead" ("Hamerkop") komt van de vorm van deze toren. Boven in de toren bevindt zich de richtapparatuur voor zowel overdag als 's nachts (AN/TAS-4(a)). Ook het raketbestuurinssysteem bevindt zich in de toren. De bemanning bestaat uit vier personen: commandant, chauffeur, schutter en lader. In het voertuig bevindt zich een losse driepoot affuit, waarmee een TOW buiten het voertuig kan worden opgesteld.
- M981 FISTV Fire Support Team Vehicle. Dit voertuig is een omgebouwde M901 Hammerhead ITV, en beschikt nog over de toren daarvan. In plaats van de bewapening is in de toren apparatuur voor artilleriewaarnemer aangebracht.
- M1059 Lynx SGC Smoke Generator Carrier. Voorzien van rookgenerator.
- M1064 - Mortiervoertuig gelijk aan de M106, maar met een 120 mm M121 mortier. Dit voertuig verving in de U.S. Army de M106.
- M1068 - Geïntegreerd Commandopost Systeem. Een variant van het M577 Commandopost-voertuig, voorzien van de modernste U.S. Army geautomatiseerde Command & Control systemen.
- AIFV – Doorontwikkeling van de M113A1 APC, met een gesloten geschutstoren met 25 mm kanon, schietpoorten, sterkere motor en extra bepantsering. Er zijn ook varianten zonder 25 mm kanon. In Nederland is dit voertuig bekend als de YPR-765.

## De M113 in Nederland

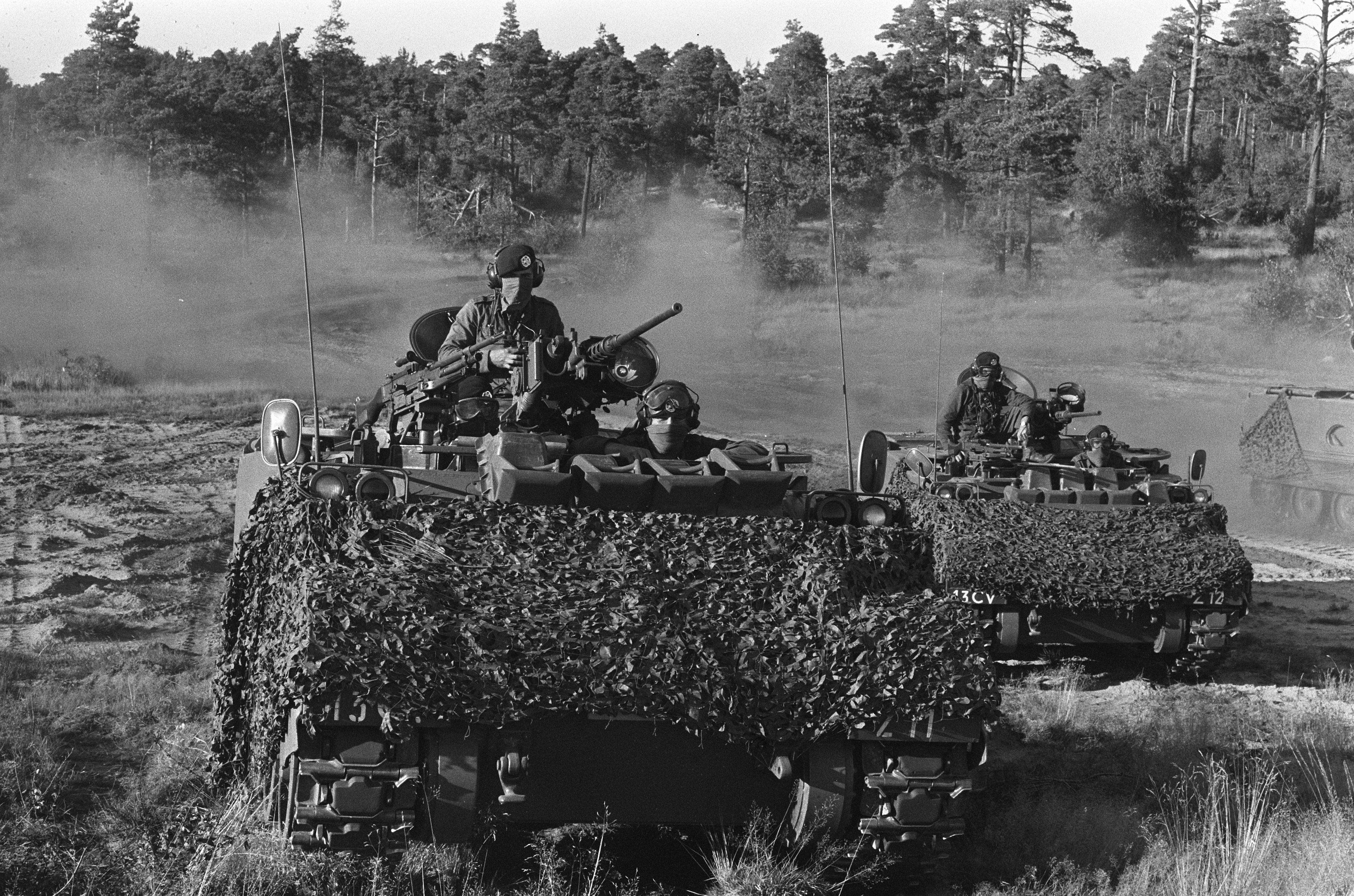
M113, 1e Legerkorps (Nederland), Exercise Big Ferro, West-Duitsland, 1973.

Hoewel de infanterie, cavalerie en artillerie gebruik maakten van voertuigen van de AMX-familie (namelijk de AMX-PRI (de Nederlandse versie van de AMX-13 VCI), AMX-13 2D 105L44 Lichte tank en AMX-PRA (de Nederlandse versie van de AMX-13 105L30 AU 50) vond men de AMX voertuigen niet geschikt voor de pantsergenie- en verkenningseenheden. Ook de DAF YP-408 en DAF YP-104 werden ongeschikt bevonden omdat ze niet amfibisch waren. Nederland kocht daarom in de jaren ’60 meer dan 700 voertuigen van de M113 familie. Ze stroomden vanaf 1967 binnen bij de parate eenheden, voornamelijk bij en pantsergenie- (M113A1) en verkenningseenheden (M113 C&V). De M577 kwam beschikbaar voor de staven van brigades, en als vuurregelcentrum (VRC) voor de veldartillerie.:p194
De voertuigen van de Nederlandse Krijgsmacht waren gespoten in de kleur legergroen (RAL 6014-F9, oudere kleurcodes C13292 FD S595 24088)). De gebruikte lak beschermt in beperkte mate tegen infrarood waarneming.
In jaren ‘70 nam de KL de eerste rijsimulatoren voor opleidingen van chauffeurs in gebruik. Hieronder waren simulatoren voor M113 chauffeurs.:p439

### Uitrusting
De Nederlandse voertuigen werden allemaal voorzien van vredesverlichting, die niet standaard aanwezig was.
Tot de standaarduitrusting van de Nederlandse voertuigen behoorden camouflagenetten en een colonnesignaleringsuitrusting, die bestaat uit een groene en een blauwe gekleurde kap voor over de koplamp en een set met gekleurde vlaggen. Ook is ieder voertuig voorzien van een gevarendriehoek, een sleefkabel een canvas foedraal met gereedschappen (zoals een schroevendraaier, bahco en tang), een krik en een groen ‘voertuigboekje’, een ringband mapje voor documentatie zoals rijopdrachten, reparatielijst, instructie-, onderhouds- en smeerkaarten, detaillijst en een technische handleiding.

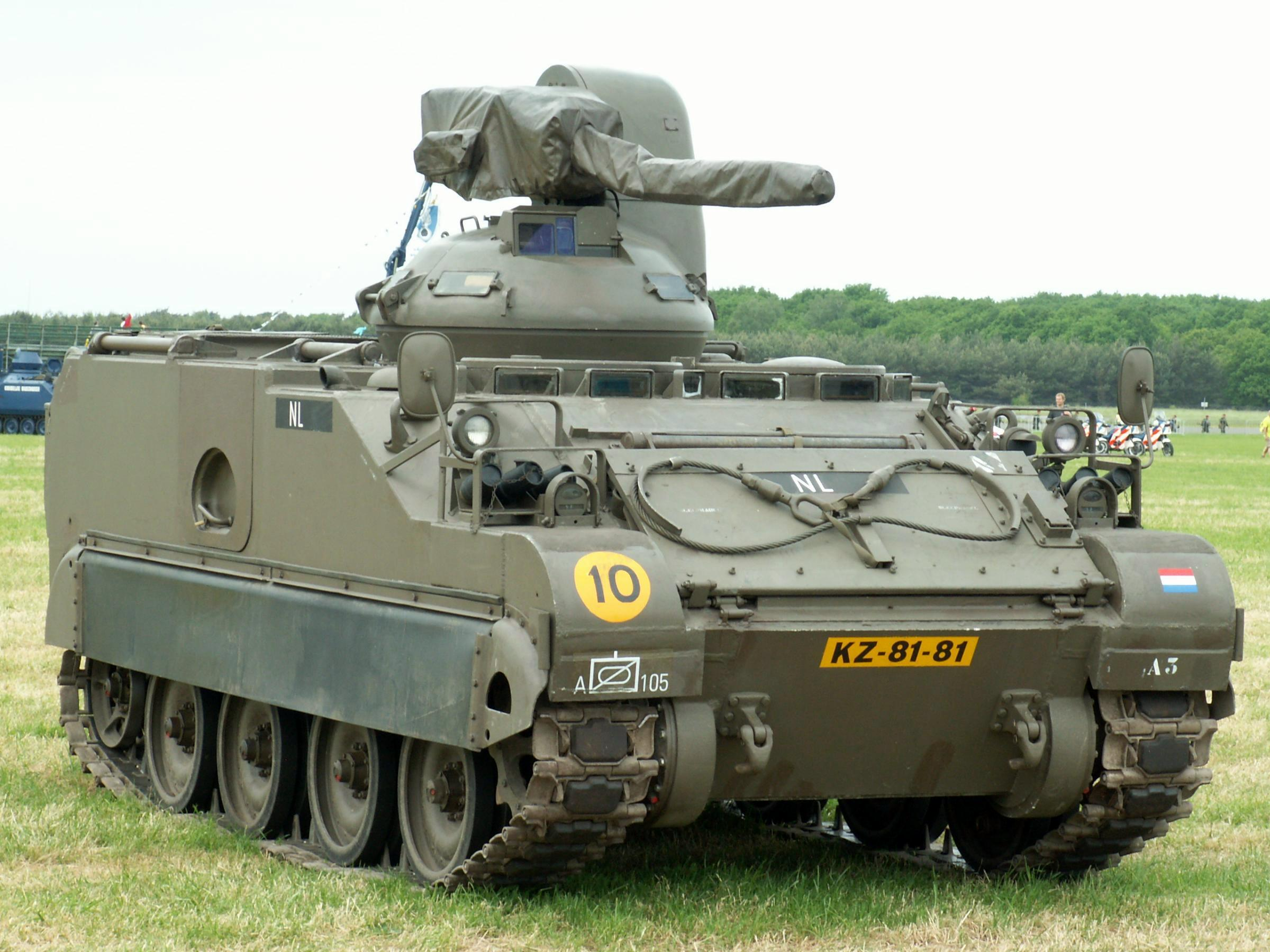
M113 C&V, A-Esk 105 VerkBat

### Nederlandse varianten
- M106A1 PRMR - Pantser Rups mortier was bewapend met een zwaar Browning M2 .50 machinegeweer en een 4,2 inch (107 mm) mortier M30 die vanuit het voertuig afgevuurd kan worden. Het vrachtluik was daartoe aangepast. De mortier kon ook buiten het voertuig worden opgesteld en worden afgevuurd. De grondplaat werd buiten het voertuig aan de linker zijwand meegevoerd. Het voertuig kon 88 mortiergranaten meevoeren. 56 Exemplaren ingedeeld bij verkenningseenheden.[11]:p197[14] De M106A1 PRMR had evenals de 'standaard' M113A1 naast de boeggolfkeerplaats twee installaties met elk drie rookgranaatlanceerbussen.
- M113A1, Bewapening: een zwaar Browning M2 .50-machinegeweer naast de boeggolfkeerplaats twee installaties met elk drie rookgranaatlanceerbussen. Naast het zware .50 machinegeweer kon een zoeklicht gemonteerd worden, die ook van een infraroodfilter kon worden voorzien. 277 Exemplaren.[14] Nederlandse varianten van de 'standaard' M113A1:
  - M113A1 PRI - Pantser Rups Infanterie. Basisversie voornamelijk gebruikt door de tirailleurgroepen van verkenningseenheden.
  - M113A1 PRGN - Pantser Rups GeNie. M113A1 uitgerust met geniemateriaal. In gebruik bij pantsergenie eenheden.
  - M113A1 PRRDR - Pantser Rups RaDaR. Standaard M113A1 uitgerust worden met een ZB-298 gevechtsveldbewakingsradar die op de linker zijkant van het voertuig geplaatst wordt. De bemanning bestond uit een chauffeur, commandant en twee radarbedienaars die tevens optraden als boordschutter. De radar kon ook met een driepoot buiten het voertuig worden opgesteld, waarbij de randapparatuur desgewenst binnen bleef. Ieder verkenningseskadron beschikte over één PRRDR.[18][19]OCC Amersfoort M113 Kmar in 1979

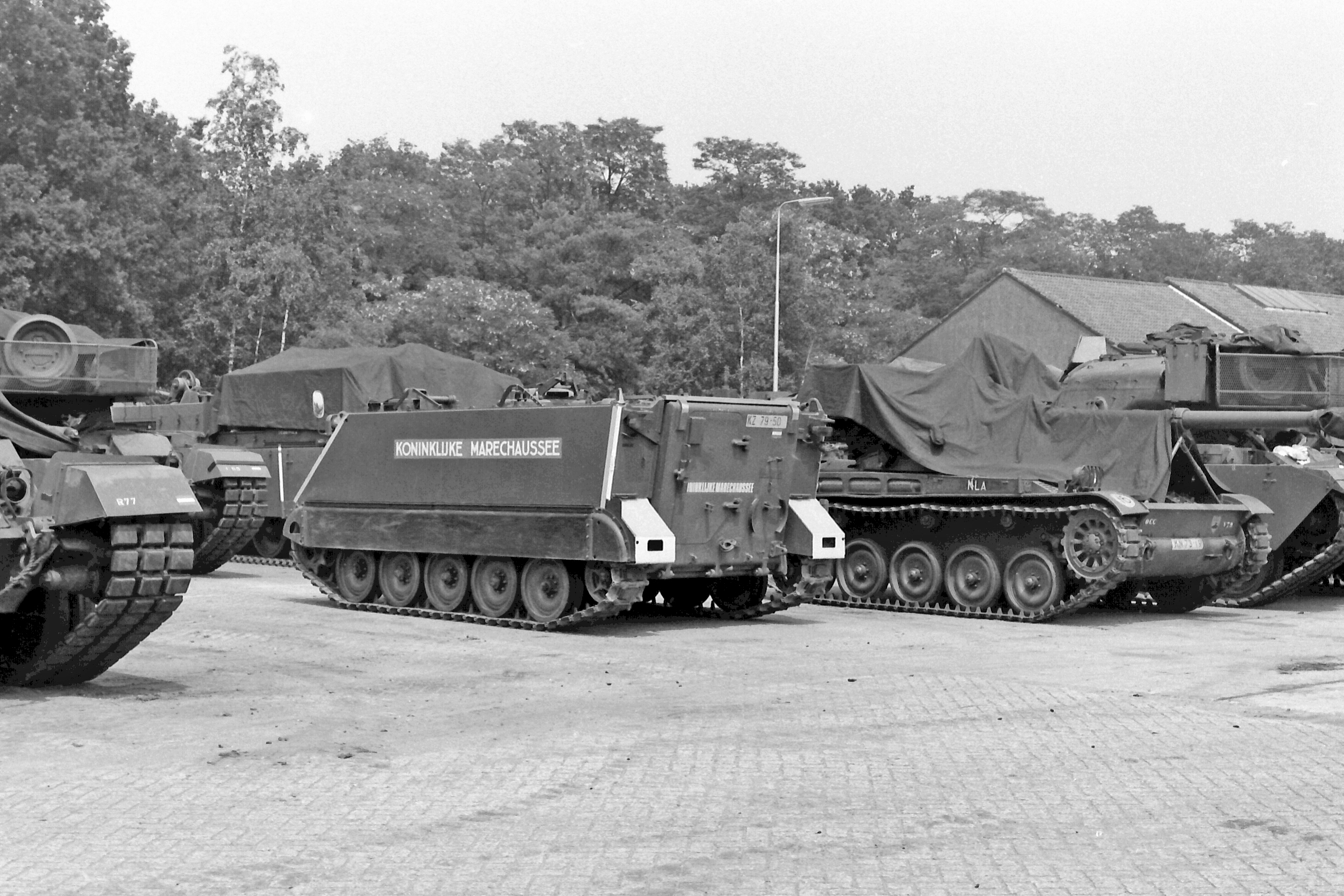
OCC Amersfoort M113 Kmar in 1979

  - M113A1 KMar - Voertuig in gebruik bij de Koninklijke Marechaussee (KMar). Vanaf 1971 verving de M113 bij de KMar de GMC Otter. Het KMar voertuig was een standaard M113A1. De voertuigen van de KMar waren donkerblauw en de boeggolfkeerplaat was verwijderd. De KMar gebruikte kunststof windschermen voor de chauffeur. De voertuigen voerden geen bewapening (hoewel het Browning M2 .50 affuit, evenals de rookgranaatlanceerinrichting nog wel aanwezig was). Op de affuit kon een zoeklicht worden gemonteerd. Een aantal was uitgerust met een hydraulische installatie voor het gebruiken van een dozerblad. Het voeruig kon voorzien worden van een zwaailicht.. Vanaf 1994 is de M113 bij de KMar vervangen door 24 YPR 765 KMar’s.[20]
- M113A1 PRGWT - Pantser Rups GeWonden Transport. 56 Exemplaren ingedeeld bij o.a. pantsergenie- en verkenningseenheden[14] In het voertuig is plaats voor enkele liggende en/of zittende gewonden. Het voertuig is niet bewapend. Het wordt ingezet voor het vervoer van gewonden vanaf het slagveld naar de eerste hulp-verbandposten nabij het front.[21]
- M113 C&V - Commando & Verkenning.[10][22] Deze voertuigen waren oorspronkelijk voorzien van een M26 torenaffuit met een Browning M2 .50 machinegeweer die van onder pantser bediend kon worden en een FN MAG bij het luik van de radiotelegrafist. De KL kocht 266 voertuigen in 1966.[14] In 1971 werd besloten om van 234 C&V’s de M26 torenaffuit met Browning M2 .50 te vervangen door een kanon. Pas in 1973 werd een keus gemaakt voor een Oerlikon-Bührle GBD-ADA geschutstoren met een 25 mm KBA-B kanon.[11]:p261, In 1974 werden de voertuigen gemodificeerd en werd besloten om niet slechts 234 maar alle 266 C&V’s te modificeren.[11]:p314 De nieuwe toren was ook voorzien van nachtzichtapparatuur (helderheidsversterker). Na deze modificatie waren de voertuigen aanvankelijk niet meer amfibisch. maar werd dit opgelost door de montage van 2 metalen waterdichte kisten aan de achterzijde van het voertuig. Dit zorgde voor extra drijfvermogen.. In de jaren ‘90 werden afgedankte Nederlandse voertuigen verkocht aan Bahrein[23] en Chili (respectievelijk 35 en 8 voertuigen). Eind jaren ‘60 is een klein aantal M113 C&V’s ingedeeld geweest bij de Koninklijke Marechaussee (KMar) pantserwagenpelotons van 11, 41 en 51 Eskadron KMar die ingedeeld waren bij de divisies van het 1e Legerkorps. Deze eskadrons bewaakten het divisiehoofdkwartier, regelden en controleerden verkeer in het divisievak en waren verantwoordelijk voor bewaking en afvoer van krijgsgevangenen.[18] Deze C&V’s waren identiek aan van de KL versie. Ze waren te herkennen aan de witte spatschermen voor en achter, en de tekst ‘Koninklijke Marechaussee’ op de boeggolfkeerplaat, aan beide zijkanten en achterop na. De KMar gebruikte kunststof windschermen voor de chauffeur.[24]M577 (Militair weekend Hembrug 2015)

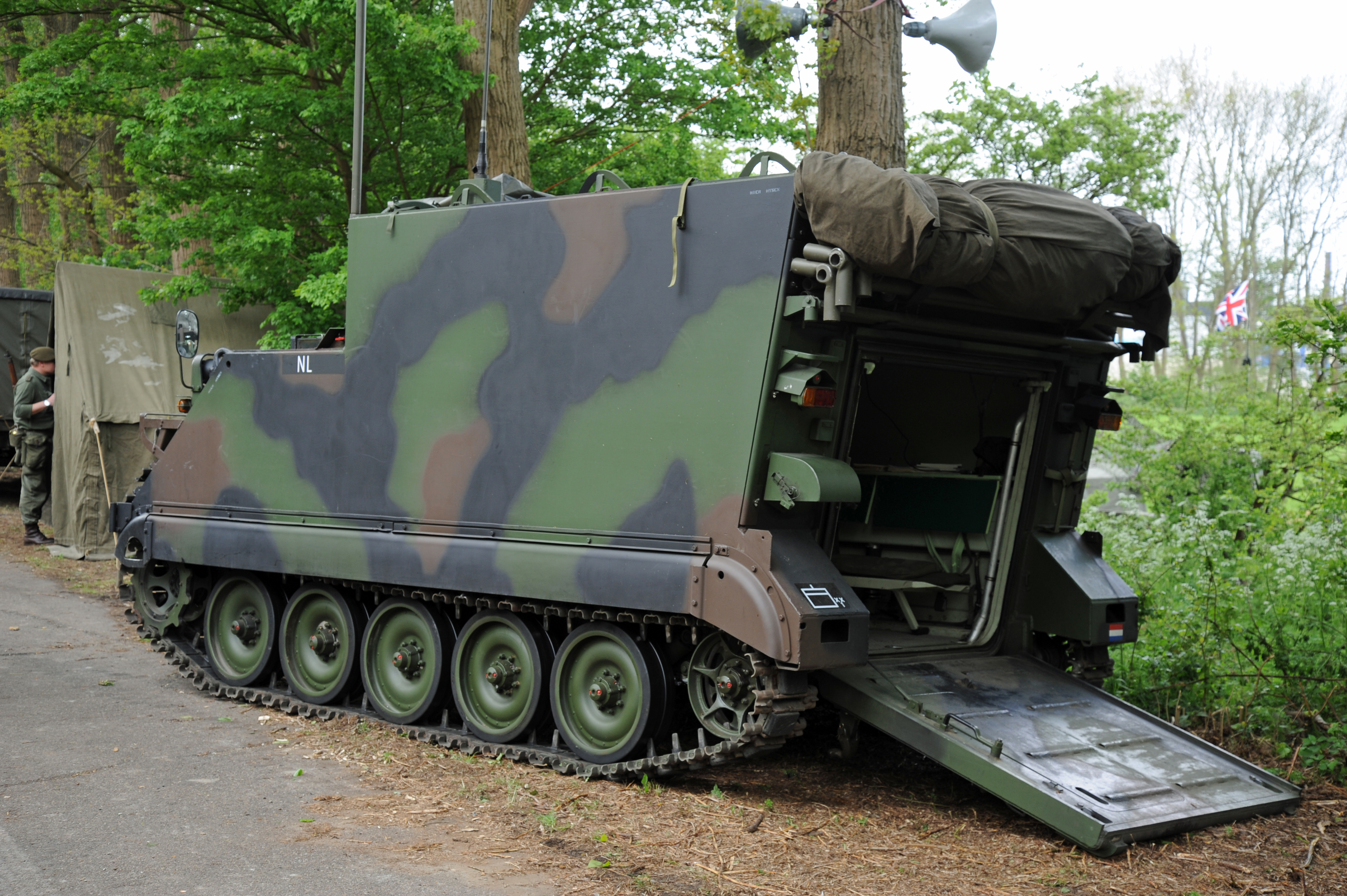
M577 (Militair weekend Hembrug 2015)

- M577A1/A2 PRCO - Pantser Rups Commando[25], Commandovoertuig, gebruikt in commandoposten van Pantser(infanterie)brigades en verkenningsbataljons, en als VRC van afdelingen en batterijen veldartillerie M109.[18][26] Het personeelscompartiment achterin is verhoogd. Achter in het voertuig bevinden zich vaak een kaartwand en communicatiemiddelen. Aan de achterzijde van het rupsvoertuig kan een tent worden opgezet waardoor er meer werkruimte ter beschikking komt. Aan de voorzijde van de verhoogde romp is een aggregaat voor de stroomvoorziening gemonteerd. De KL heeft 143 voertuigen in gebruik gehad. De M577A1 stond ook wel bekend als de bakkerskar.[14] De voertuigen werden in de jaren ‘90 gemodificeerd tot de M577A2. Deze zijn te herkennen aan het driekleuren vlekkenpatroon (standaard NAVO camouflage teerzwart, mosgroen, bronsbruin).
- M688 LT Loader-Transporter. Transportvoertuig met takelinstallatie voor de MGM-52 Lance tactische grond-grondraket. 6 Exemplaren van 1974 tot 1992 in gebruik bij 129 Afdeling Veldartillerie.[14][18]
- M752 SPL Self Propelled Launcher. Lanceervoertuig voor de MGM-52 Lance tactische grond-grondraket. 6 Exemplaren van 1974 tot 1992 in gebruik bij 129 Afdeling Veldartillerie.[14][18]
- YPR-806 PRB - Pantser Rups Berging. De M806A1 wordt in Nederland aangeduid als de YPR-806 PRB. Deze-uitvoering van de M113 wijkt op veel punten af van een gewone M113, en heeft kenmerken en onderdelen van zowel de M113A1 als van de YPR-765. Hij wordt gebruikt door pantserinfanterieeenheden uitgerust met de YPR-765 voor het bergen van niet meer inzetbare voertuigen tijdens het gevecht. De PRB-uitvoering beschikt o.a. over een uitgebreide gereedschapsuitrusting, een kraan en een intene lier.
- YPR-765 - Doorontwikkeling van de M113A1, met een gesloten geschutstoren met 25 mm kanon, schietpoorten, sterkere motor en extra bepantsering. Er zijn ook varianten zonder 25 mm kanon. Buiten Nederland wordt dit voertuig AIFV genoemd.

Van de verschillende varianten van de M113 waren ook voertuigen in gebruik voor de rijopleidingen van chauffeurs. Deze waren te herkennen aan oranje vlakken aan de voor- en achterzijde met daarop in zwarte letters het woord ‘LES’.

### Vervanging in Nederland
In 1975 werden de M113’s van de Nederlandse tankbataljons vervangen door de YPR-765.:p315
De M113 C&V van de verkenningseenheden werd in 1994 door de YPR-765 vervangen. In de verkenningsrol werd de YPR-765 vanaf 2005 vervangen door de Fennek
Bij de pantsergenie is de M113A1 in 1994 vervangen door de YPR-765 PRGN.
Bij de KMar is de M113A1 in 1994 vervangen door de YPR-765 KMar.
Het Boxer MRAV-pantserwielvoertuig verving vanaf 2013 de laatste YPR-765 pantservoertuigen en de M577 commandovoertuigen bij de Koninklijke Landmacht.:p14. Laatste M577 werd uitgefaseerd in 2017.

### M113 in musea in Nederland
Verschillende musea beschikken over M113’s. Onder andere het Cavaleriemuseum in Amersfoort en het Nationaal Militair Museum in Soesterberg.
Daarnaast staan op diverse kazernes M113 als ornament opgesteld.

## De M113 in België
Het Belgische leger kocht 525 M113 voertuigen en 514 AIFV’s. België kocht 9 uitvoeringen van de M113A1 welke samen met de AIFV de M75 en AMX-13 vervingen. De voertuigen werden geleverd tussen 1982 en 1988. 70% Werd in België zelf onder licentie als the M113A1-B resp. de AIFV-B gefabriceerd door de bedrijven Belgian Mechanical Fabrication (BMF) te Aubange-Athus, Asco te Zaventem en Henschel te Antwerpen.
De Belgische M113A1-B voertuigen wijken enigszins af van de standaard M113A1. Zo gebruiken ze de vering van de M113A2 en zijn ze voorzien van een NBC beschermingssysteem.
- M113A1-B-ATK anti-tank – Basisversie voor een infanteriegroep, voorzien van een zwaar Browning M2 .50 machinegeweer en de mogelijkheid een anti-tank wapen te plaatsen. De meeste zijn in de loop der tijd omgebouwd naar andere uitvoeringen.[31]
- M113A1-B-AMB ambulance - In het voertuig is plaats voor 4 brancards of zes zittende gewonden of 2 brancards en twee zittende gewonden. Het voertuig is niet bewapend maar wel voorzien van zes 76 mm rookgranaatlanceerbussen. Het werd ingezet voor het vervoer van gewonden vanaf het slagveld naar de eerste hulp-verbandposten nabij het front.
- M113A1-B-CP – Commandopost. Dit voertuig heeft een verhoogd achtercompartiment.
- M113A1-B-ENG Engineer – Groepsvoertuig voor pantsergeniegroep. Een aantal van de 113 voertuigen waren voorzien van een hydraulisch dozerblad.
- M113A1-B-TRG Training – Lesvoertuig met twee doorzichtige koepels.[31]
- M113A1-B-MIL – Anti-tank voertuig met een MILAN-antitankraket op een kolomaffuit en twee 71 mm Lyran mortieren. Alle 56 voertuigen zijn omgebouwd tot M113A1-B-VW voertuigen.
- M113A1-B-MOR – mortierdrager. Oorspronkelijk bewapend met een 4,2 inch (107 mm) M30 mortier maar alle 35 voertuigen zijn aangepast om de Thompson-Brandt MO-120-RT 120mm mortier te trekken.
- M113A1-B-MTC – Maintenance w. Crane. Onderhoudsvoertuig met HIAB kraan. Gelijk aan de M579.
- M113A1-B-REC Récupération – Bergingsvoertuig met een kraan. Gelijk aan de M806.

Later werden een aantal voertuigen omgebouwd tot nieuwe versies:
- M113A1-B-SCB Surveillance de Champ de Bataille – Voertuig met gevechtsveldradar EL/M-2130A.
- M113A1-B-MT Monteur – Onderhoudsvoertuig met werkbank aan de rechterzijwand.
- M113A1-B-TACP Tactical Air Control Party – Aangepast CP voertuig, bestemd voor voorwaartse lucht waarnemers.
- M113A1-B-VW - Voorwaartse Waarnemer. Voormalig MIL-voertuig dat is aangepast voor artillerie waarnemers. Het heeft nog de Browning M2 .50 machinegeweer maar de MILAN is vervangen door een laserafstandmeter MLR-N61.

### Vervanging in België
Een deel van de Belgische M113A1-B’s en AIFV-B’s werd in 1998 vervangen door 59 exemplaren van de Steyr-Puch Pandur 6x6 in 3 uitvoeringen:
- 10x Pandur AMB ambulance[33]
- 45x Pandur R&O (Recce & Observation) verkenningsvoertuig[34]
- 4x Pandur MNT herstellings- en bergingsvoertuig[35]

De rest werd tussen 2008 en 2010 door 242 exemplaren van de Mowag AIV Piranha IIIC 8X8 in 7 Uitvoeringen:
- 99x Piranha 8x8 FUS groepsvoertuig infanterie[36]
- 32x Piranha 8x8 DF30 met 30 mm kanon[37]
- 40x Piranha 8x8 DF90 met 90 mm kanon[38]
- 24x Piranha 8x8 CP commandovoertuig[39]
- 12x Piranha 8x8 AMB ambulance[40]
- 17x Piranha 8x8 REC herstellings- en bergingsvoertuig[41]
- 18x Piranha 8x8 GEN genievoertuig[42]

## Gebruikers

### Huidige gebruikers

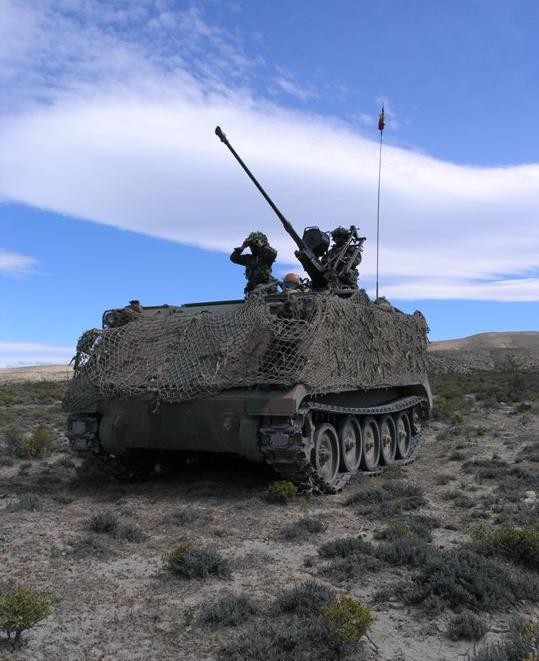
Argentijnse M113 met 20mm kanon (2015)

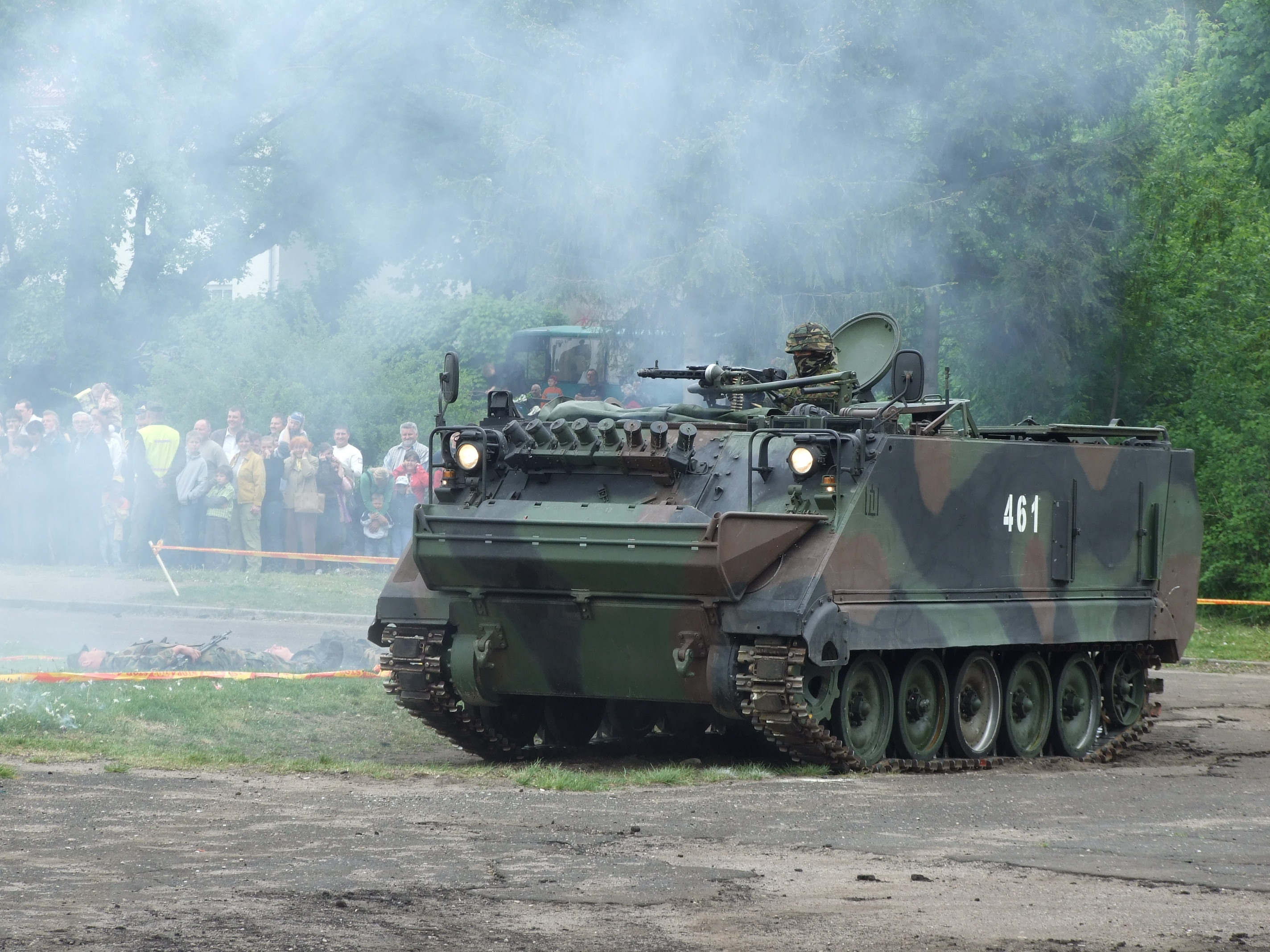
Litouwse M113 op een show

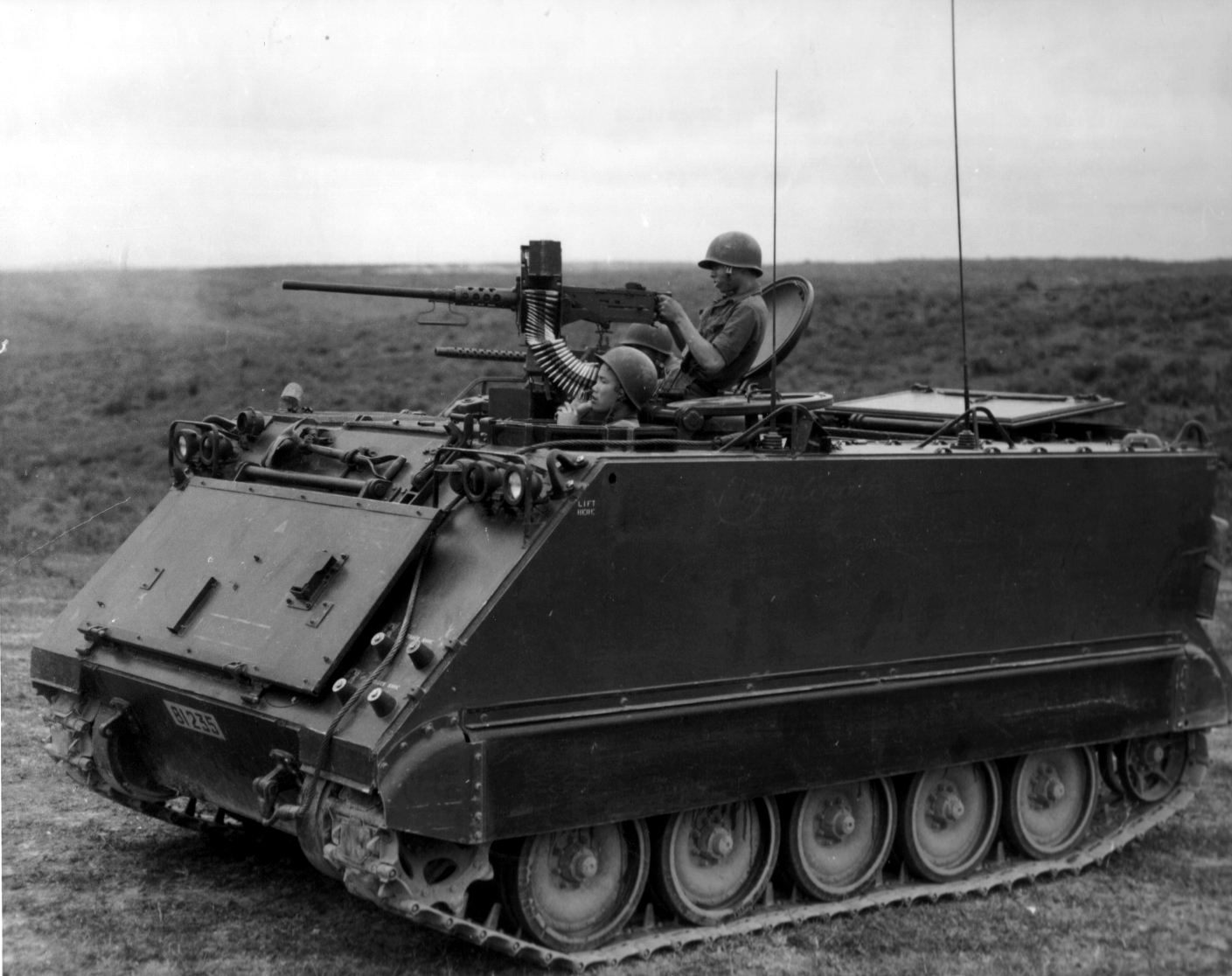
Vietnamese M113 zonder ACAV-set tijdens de Vietnam oorlog

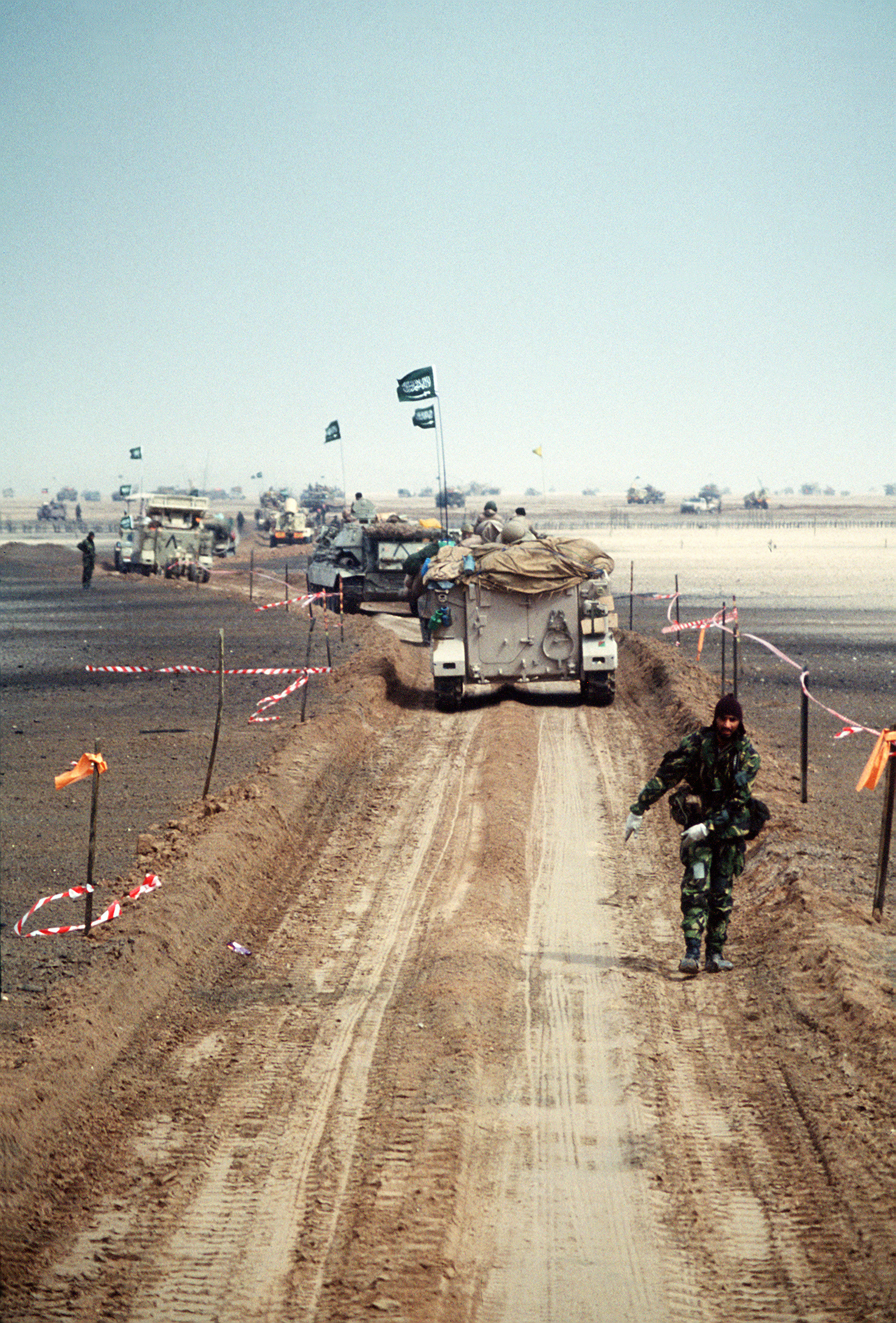
Colonne M113’s en andere militaire voertuigen van het Saoudische leger tijdens Operatie Desert Storm

| - Afghanistan - Albanië - Argentinië - Australië - Bahrein - Bolivia - Bosnië en Herzegovina - Brazilië - Canada - Chili - Colombia - Congo-Kinshasa - Denemarken - Duitsland - Ecuador - Egypte | - Filipijnen - Griekenland - Indonesië - Irak - Iran - Israël - Jemen - Jordanië - Koeweit - Libanon - Litouwen - Noord-Macedonië - Marokko - Noorwegen - Pakistan | - Peru - Polen - Portugal - Saoedi-Arabië - Singapore - Spanje - Taiwan - Thailand - Tunesië - Turkije - Uruguay - Verenigde Staten - Vietnam - Zuid-Korea - Zwitserland |

### Voormalige gebruikers
| - België - Cambodja - Ethiopië | - India - Italië - Laos | - Nederland - Nieuw-Zeeland - Zuid-Vietnam |